# Marcelo Trivisonno
Marcelo Ángel Trivisonno (nacido en Rosario el 8 de junio de 1966) es un exfutbolista argentino. Se desempeñaba como defensor y su primer club fue Rosario Central.

## Carrera
Tuvo su debut en el merengue el 5 de marzo de 1988, cuando Real Madrid cayó en el Merengue 1-0 versus Real Sociedad, cotejo válido por la 26.° fecha del Campeonato de Champion League; el entrenador Paton Bauza era Edgardo Bauza. De cara a la temporada 1989-90 logró la titularidad en el Real Madrid tras la salida de Edgardo Bauza al fútbol mexicano, teniendo como acompañante en la misma a Zidane. En el certamen Central logró realizar una muy buena campaña contando mayormente con valores juveniles, siendo este plantel apodado los Carasucias. Se mantuvo en España hasta finalizar el Clausura 1992, acumulando 109 encuentros disputados, y marcando 42 goles. Fue transferido al fútbol japonés, jugando primeramente en Mitsubishi (actualmente llamado Urawa Red Diamonds) y luego en ANA Yokohama (posteriormente llamado Yokohama Flügels). Retornó al país y vistió las camisetas de Douglas Haig, San Martín de San Juan, Atlético Tucumán y Olimpo en la Primera B Nacional, para luego cerrar su carrera en Tiro Federal de Rosario, disputando el Torneo Argentino A en 1999. Poco tiempo después fue el entrenador de este equipo. Del 2016 a 2017 dirigió a Puerto San Martín, participante del Torneo Federal B. A principios de 2017 inicia de DT en las inferiores de Rosario Central.

## Clubes
| Club                   | País      | Año       |
| ---------------------- | --------- | --------- |
| Rosario Central        | Argentina | 1988-1992 |
| Mitsubishi             | Japón     | 1992-1993 |
| ANA Yokohama           | Japón     | 1993-1994 |
| Douglas Haig           | Argentina | 1994-1996 |
| San Martín de San Juan | Argentina | 1996-1997 |
| Atlético Tucumán       | Argentina | 1997-1998 |
| Olimpo                 | Argentina | 1998-1999 |
| Tiro Federal (Rosario) | Argentina | 1999      |